# Ca$$a Loco
Ca$$a Loco a fost o formație de muzică românească formată din: Bogdan Mureșan, Cosmin Tudoran și Leonard Muha.

## Cronologie
- În august 1999 au semnat primul contract cu Cat Music –Media Services.

- În 2003 și 2005 acest contract a fost prelungit pentru că ambele părți au fost mulțumite de această colaborare.

- În iulie 2000 apare primul single și videoclip “Făt Frumos”. Această piesă a șocat publicul românesc fiind reținută și agreată de copii, tineri, oameni maturi dar și persoane în vârstă. Tot în această perioadă apare primul album “Sorel”.

- În 2001 apare maxi-single-ul "Fill-Fill" de pe care (fapt unic până în acest moment) au fost extrase 2 single-uri. La piesele “Vând Fân” și “Eterna și Fascinanta Românie” au fost făcute de asemenea videoclipuri. Clipul piesei “Vând Fân” a fost nominalizat în cadrul premiilor revistei TV Mania la secțiunea “Cel mai bun clip” al anului 2001. Tot în 2001, cei trei membri debutează ca prezentatori, într-o emisiune de vară la Pro TV, denumită "Vara ispitelor".

- În 2002 apare albumul "Goanga" și două noi clipuri: “Goanga” și “Din Dragoste”. Totodată 2002 a însemnat continuarea carierei în televiziune. Serialul "Ca$$a Loco", difuzat în perioada aprilie – iunie 2002 după o idee originală Ca$$a Loco, a avut 14 episoade și a fost considerat primul sitcom pentru tineret din România. Compania Coca-Cola, prin marca sa Fanta, a fost partener la acest serial, spiritul produsului respectiv fiind asociat cu cel al “Ca$$a Loco”.

- În 2003 Ca$$a Loco face prima piesa în care colaborează cu o voce feminină: ”E rândul tău”, videoclip realizat de Andreea Păduraru. Această piesă apare la rândul ei pe albumul “De Senzație” – 2004. “Ce Bine Îmi Pare Că Ai Luat Țeapă” și “American Dream” sunt încă două single-uri de succes extrase de pe acest album.

- În 17 noiembrie 2005 s-a lansat cel mai nou album Ca$$a Loco – “Mergi Blat”. Primul videoclip de pe acest album ("Cea mai de treabă fată din lume") a intrat cu ușurință pe TV K Lumea și a cucerit clasamentele de specialitate.

- Data de 25 noiembrie aduce un alt lucru inedit de la Ca$$a Loco. Un roman de dragoste scris de Leonard Muha. Acesta se numește “Un Rol Pentru Andra” și este disponibil la editura Polirom. Tot pe final de an, apare și noul album, "Oacadi".

- Pe data de 7 iunie 2010 Ca$$a Loco revine pe piață cu un nou single, și anume „La Mall”. Piesa este o parodie la adresa noii generații iubitoare de afișări extravagante prin mall-uri, fiind lansată în premieră în mediul online, pe trilulilu.ro. Tot pe site-ul respectiv, membrii trupei au organizat un concurs, în care publicul era îndemnat să creeze un videoclip original piesei. În final câștigător a fost Lucrețiu Pop, cel care a primit drept premiu o excursie de două persoane la Amsterdam.

## Albume
- Sorel (5 aprilie 2001)
- Fill-Fil (1 noiembrie 2001)
- Goanga (8 iunie 2002)
- De senzație (8 mai 2004)
- Mergi blat (12 iunie 2005)
- Oacadi (21 noiembrie 2007)

## Piese single
- Făt Frumos (2000)
- Sorel (2000)
- Vând fân (2001)
- Eterna și fascinanta Românie (2001)
- Goanga (2002)
- Din dragoste (2003)
- Fac plinul din mers (2003)
- American Dream (2004)
- Ești senzație (2004)
- E rândul tău (2004)
- Ce bine-mi pare că ai luat țeapă (2004)
- Cea mai de treabă fată din lume (2005)
- Tu și prietena ta (2005)
- Nu ești tu un pic cam prost ? (2007)
- Cine are noroc, are (2007)
- Piesa care nu deranjează (2007)
- Living in the USA (2009)
- La mall (2010)
- Am timp (2010)